# Ma'agar Kfar Baruch
Ma'agar Kfar Baruch (hebrejsky מאגר כפר ברוך, doslova Nádrž Kfar Baruch) je umělá vodní nádrž v Izraeli. Nachází se na vodním toku Kišon v Jizre'elském údolí, jihovýchodně od vesnice Kfar Baruch a cca 8 kilometrů severozápadně od města Afula. Do nádrže ústí od severovýchodu rovněž menší vádí Nachal Mizra.
Byla zbudována v letech 1951-1952 jako inženýrské dílo, jehož účelem měla být ochrana před povodněmi, neboť zejména v zimním období se vodní tok Kišon vyznačuje výraznými výkyvy v průtoku. Další rolí nádrže mělo být využití zadržených přebytků vody pro zemědělské potřeby v úrodném Jizre'elském údolí. Hráz vodního díla dosahuje délky 1300 metrů. Plocha umělého jezera dosáhla 3000 dunamů (3 kilometry čtvereční) a nádrž měla kapacitu 8,5 miliónu kubických metrů. Kromě vodního toku Kišon byla nádrž napojena i na systém Národního rozvaděče vody. Ročně nádrží protékalo cca 30 milionů kubíků vody. Výměra zemědělských pozemků zavlažovaných z Ma'agar Kfar Baruch dosáhla cca 70 kilometrů čtverečních. V nádrži fungoval umělý chov ryb, jejichž rolí bylo i přírodní čištění vody.
V průběhu existence umělého jezera se ale objevily některé negativní aspekty jeho fungování, zejména rostoucí salinizace okolních zemědělských pozemků kvůli narušení přirozeného odtoku v povodí Kišonu. Koncem 90. let 20. století proto byl vodní režim na tomto vodním díle změněn. Nádrž není napuštěna celoročně, ale z větší části slouží jen jako rezerva pro záchyt zimních povodní. V roce 2006 byla dokončena rekonstrukce nádrže. Výhledově se počítá s jejím využitím pro turistické a rekreační účely.